# Rhinanthus pulcher
Rhinanthus pulcher är en snyltrotsväxtart. Rhinanthus pulcher ingår i släktet skallror, och familjen snyltrotsväxter.

## Underarter
Arten delas in i följande underarter:
- R. p. apuanus
- R. p. elatus
- R. p. pulcher